# Listrognathus giganteator
Listrognathus giganteator är en stekelart som först beskrevs av Aubert 1968.  Listrognathus giganteator ingår i släktet Listrognathus och familjen brokparasitsteklar. Inga underarter finns listade i Catalogue of Life.